# Avenue des Héros (Bruxelles)
Pour les articles homonymes, voir Rue des Héros.
L'avenue des Héros (en néerlandais: Heldenlaan) est une avenue bruxelloise de la commune d'Auderghem dans le quartier du Blankedelle qui va de l'avenue Jean Van Horenbeeck à l'avenue Paul Vanden Thoren sur une longueur de 450 mètres.

## Historique et description
Le 3 juin 1955, le conseil communal baptisa cette voie 'Nouvelle avenue du Blankedelle'. Elle était d'environ 40 m plus longue qu'aujourd'hui et son point de départ se situait à l'avenue Jean Van Horenbeeck.
Les habitants de l'avenue Charles Schaller (anciennement avenue du Blankedelle) ayant introduit une pétition où ils demandaient de rendre son ancien nom à leur avenue, le même conseil revint sur sa décision le 14 septembre 1955. La 'Nouvelle avenue du Blankedelle' s'appela désormais avenue des Héros, en mémoire de toutes les victimes auderghemoises des deux guerres mondiales.
Le 2 juin 1962, le conseil communal, réuni d'urgence, décida de donner le nom du douzième bourgmestre à une voie publique. On enleva les 40 premiers mètres à l'avenue des Héros et on y mit la place André Duchêne, ce qui explique aussi pourquoi l'avenue commence avec les numéros 7 et 8.
- Premier permis de bâtir délivré le 18 juillet 1956 pour le n° 28.

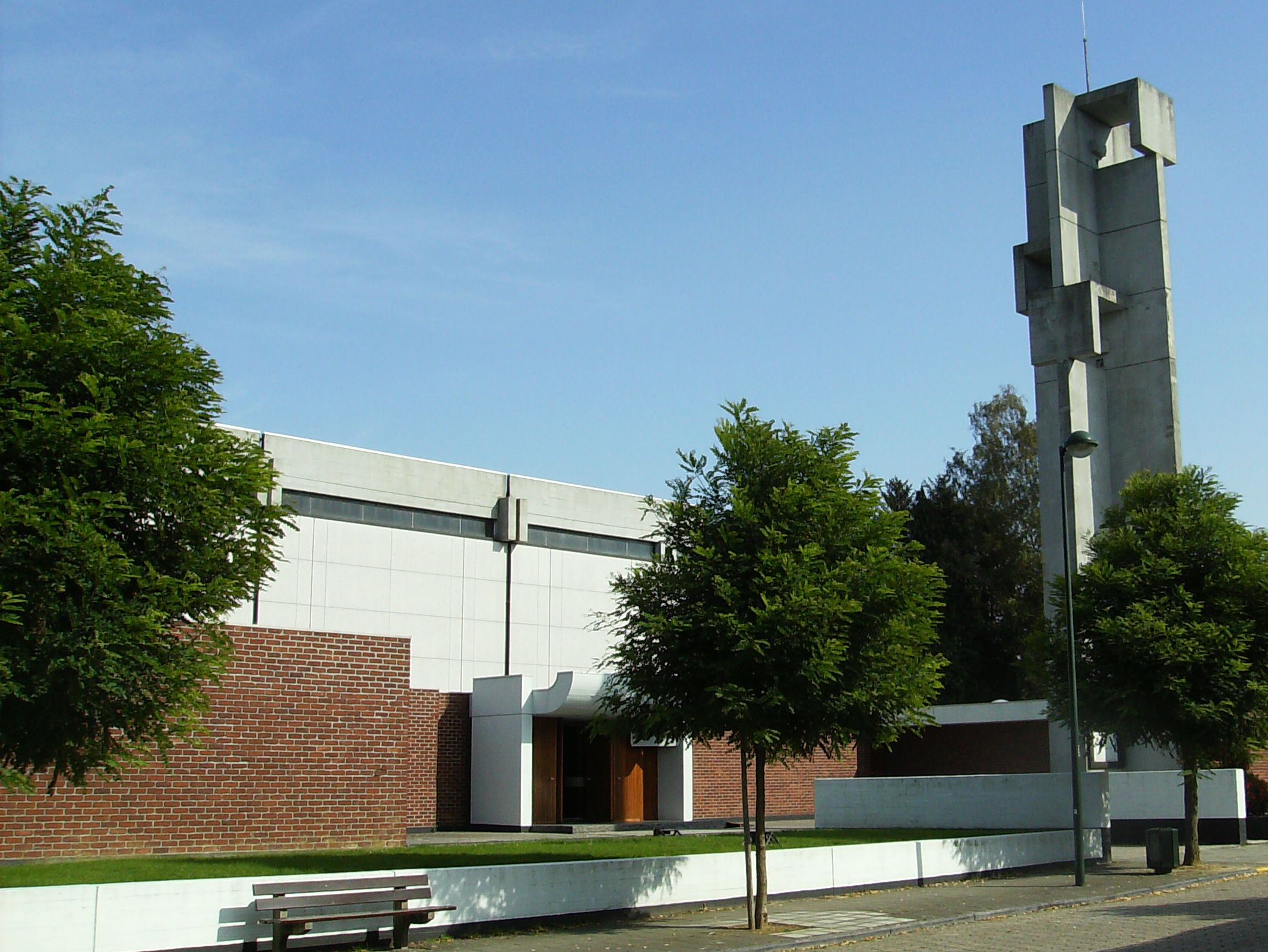
L'église Notre-Dame-du-Blankedelle

## Inventaire régional des biens remarquables

### L'église paroissiale du Blankedelle
La troisième église paroissiale d'Auderghem a été construite avenue des Héros. 